# テムジン (龍虎の拳)
テムジン (Temjin) は、SNKの対戦型格闘ゲーム『龍虎の拳2』に登場する架空の人物。声優は島よしのり。

## キャラクター設定
モンゴルの大地に生まれる。金品は持たず、身一つでサウスタウンへやってきた外国人労働者。港での積荷下ろしの仕事で生計を立てる日々を送る。しかし、サウスタウンに住む子供たちの貧しい暮らしに愕然とする。犯罪と暴力が横行するサウスタウンで必死に生きている子供たちを何とか助けようと考えた。労働で得た金銭を子供たちに援助していたがそれだけでは足りず、子供たちを助けるには多額の資金が必要であった。そんなテムジンの元に、異種格闘技大会「キング・オブ・ザ・ファイターズ」の話が舞い込む。優勝賞金を手に入れるため、テムジンは大会への参加を決意する。
エンディングでは、優勝賞金で造ったと思われる学園の園長になっており、登校する子供たちを笑顔で出迎えている。しかし、自身の髪型について子供たちから戯弄され、笑いものにされたことで怒り出す。
語尾に必ず「ダス」を付けるのが特徴で、一人称は「わし」。身長は150cmと小柄だが、自身の趣味にして格闘スタイルでもあるモンゴル相撲によって大きく鍛え上げられた肉体を持つ。テムジンの故郷であるモンゴルでは、男はモンゴル相撲で身体を鍛えており、円陣を組んで組み合って闘うが、その中でもテムジンはいつも強かったとしている。口髭を生やしており、細く整えている。その髪型は限りなく辮髪に近いが、テムジンの場合、生え際を除くとほぼ丸刈りにした状態である。自身の髪型を馬鹿にされると激しく怒る。
テムジンは自己犠牲心が強い。アメリカへやってきたのは、故郷の父と母に楽をさせてやるために一旗揚げたかったからだとしている。「アメリカに住む人間たちはみな裕福であり、みなが幸福を享受している」と思っていたが、貧富の差が激しい現実をテムジンは目の当たりにした。テムジンは幼い頃より親兄弟から「子供は宝だから大切にするよう」にという教育を受けて育った。テムジンもまた子供好きであり、だからこそ、サウスタウンに住む子供たちの現状を知った時にはショックを受け、何とか助けてやりたいと考えて、自分で得た労働報酬から子供たちに援助をしていたのである。テムジンの心の支えは子供たちの笑顔であり、その夢は子供たちの幸福である。その夢を壊すような輩は、嫌いな喧嘩をしてでも追い払うとしている。
慈悲心に溢れるテムジンではあるが、対戦前のデモでは、キングやジャック・ターナーに対して警戒する様子を見せた結果「何を1人でブツクサ言っている」と言われたり、タクマ・サカザキに対しては「空手で自分に勝とうなんて甘い」と言って「うぬぼれるな」と一喝され、ユリ・サカザキからは大笑いされながら髪型を馬鹿にされている。如月影二に対しては「覚悟するように」と言って「たわけもの」と返されたり、Mr.ビッグに対しては、彼が武器を持っていることに対して、自分も取ってくると言い出したために、もう勝負は始まっているのだから諦めるよう言われた挙句に、「ばかものめ」と叱り付けられるなど、どこか間の抜けた描写が見受けられる。
名前の由来は、モンゴル帝国初代皇帝チンギス・ハーンの本名である「テムジン」から。
『龍虎の拳2』以外での登場は、『THE KING OF FIGHTERS'94』のメキシコステージ背景、『THE KING OF FIGHTERS 2002 UNLIMITED MATCH』の中国ステージ背景、『クイズ・キング・オブ・ファイターズ』の一般問題出題者としての登場のみである。

## ゲーム上の特徴
弱の通常技は隙が少なく、攻撃判定も強い（強の通常技は移動しながら攻撃するため、使い方が難しい）。コマンド投げの「蒙古雷撃弾」は、気力が最大の状態で決めると超必殺技並の威力を誇る。超必殺技「蒙古猛烈破砕弾」は突進技で、攻撃判定の出現が速いうえに突進の速さは群を抜いており、攻撃後の隙も少ない。有効間合いが広く、相手が硬直している時でも決まり、なおかつ受け身が不可能な通常投げの「ウーラ」を持ち、有無を言わせず相手を捻じ伏せる強さを持つ。

## 技の解説

### 通常技
龍虎の拳2
| 操作       | 立ち（近距離） | 立ち（遠距離） | しゃがみ   | 垂直ジャンプ | 前方ジャンプ | 後方ジャンプ |
| ---------- | -------------- | -------------- | ---------- | ------------ | ------------ | ------------ |
| 弱パンチ   | 蒙古激拳       | 蒙古激拳       | 腹狙突拳   | 蒙古斧振拳   | 蒙古斧振拳   | 蒙古斧振拳   |
| 強パンチ   | 爆砕顔         | 激突掌         | 足払い打ち | 開脚斧振拳   | 開脚斧振拳   | 開脚斧振拳   |
| 弱キック   | 蒙古激脚       | 蒙古激脚       | 足払激     | 蒙古膝落蹴   | 蒙古膝落蹴   | 蒙古膝落蹴   |
| 強キック   | 蒙古猛激脚     | 蒙古猛激脚     | 開脚足払激 | 蒙古跳馬脚蹴 | 蒙古跳馬脚蹴 | 蒙古跳馬脚蹴 |
| アッパー   | 首狙突拳       | 首狙突拳       |            |              |              |              |
| ローキック | 回転払い蹴り   | 回転払い蹴り   |            |              |              |              |

### 通常投げ
モンゴリアンスルー
相手の身体を両手で抱え込むように掴み、放り投げるようにして後方へ勢い良く投げ飛ばす。
ウーラ
テムジンのもう1つの通常投げ。相手の身体を開いて手を掴み、そのまま後方の地面に頭から叩き付ける。「モンゴリアンスルー」より広い有効間合いと、投げ受け身を取ることができない点が、この技の最大の長所。

### 必殺技
蒙古竜巻撃
その場で前転してから地を這うように前方へ低く飛び掛かり、掌底の連打を叩き込む。食らった相手は吹き飛びダウンする。気力が減った状態で出すと、攻撃回数が減る。
蒙古気弾壁
地面から両手を挙げて気の柱を発生させる。飛び道具を相殺する効果を持つが、超必殺技の飛び道具には無効。また、先端に食らい判定が付いていない技に対しても負けてしまう。
蒙古雷撃弾
テムジンのコマンド投げの1つ。相手の体を持ち上げて真上に飛び上がり、相手の体を大きく抱えあげた状態で尻餅をつくように地面に落下、同時に首・腰・股関節の3つを極める。所謂「キン肉バスター」。技の威力は、『龍虎』の登場キャラクターの通常の必殺技の中でもかなり大きく、気力が緑色の状態で決めた時の威力は「蒙古猛烈破砕弾」に次ぐが、相手が吹き飛んでダメージを与えた後にポーズを取って硬直するため、次の行動に移りにくい。
蒙古大車輪投げ
テムジンのコマンド投げの1つ。相手を抱きかかえたまま真上に飛び上がり、空中で反転した後に横回転しながら落下していき、頭から地面に叩き付ける。有効間合いは広く、「蒙古雷撃弾」と比べて技後の硬直時間も少ない。
蒙古連撃拳
激突掌→蒙古激拳2発（気力が赤色の状態では1発）→首狙突拳という連続攻撃。最初の攻撃である激突掌は、通常の立ち強パンチと同じくステップしつつ攻撃するために一瞬の隙を晒す形となるが、ジョン・クローリーの「オーバードライブキック」と同じく、攻撃中は隙の無い完全な連続技となっている。

### 超必殺技・隠し必殺技
蒙古猛烈破砕弾
テムジンの超必殺技。気の残像を残しながら猛烈な勢いで突進、ショルダータックルを仕掛ける。攻撃の前後に隙が無く、ガードされても次の行動に移行できる。相手の技に潰されることも少ない高性能な技であり、突進技の中でも屈指の性能を誇る。
蒙古天武人乱舞
テムジンの隠し必殺技。気力充填の構えを取ってから前方へ突進し、10発の打撃を浴びせてから首狙突拳を叩き込んでとどめを刺す。独特の長いコマンドとなっている。